# 梅里贡
梅里贡（法語：Mérigon，法語發音：[meʁiɡɔ̃]）是法国阿列日省的一个市镇，属于聖日龍區。

## 地理
梅里贡（43°5'16"N, 1°11'38"E）面积6.33 平方千米，位于法国奧克西塔尼大區阿列日省，该省份为法国西南部内陆省份，西部和北部与上加龙省接壤，东临奥德省，东南至东比利牛斯省接壤，南与安道尔和西班牙接壤。
与梅里贡接壤的市镇（或旧市镇、城区）包括：孔特拉济、拉塞尔、莫沃赞德圣克鲁瓦、蒙塔尔迪、圣克鲁瓦沃尔韦斯特尔、蒙布兰博卡日。

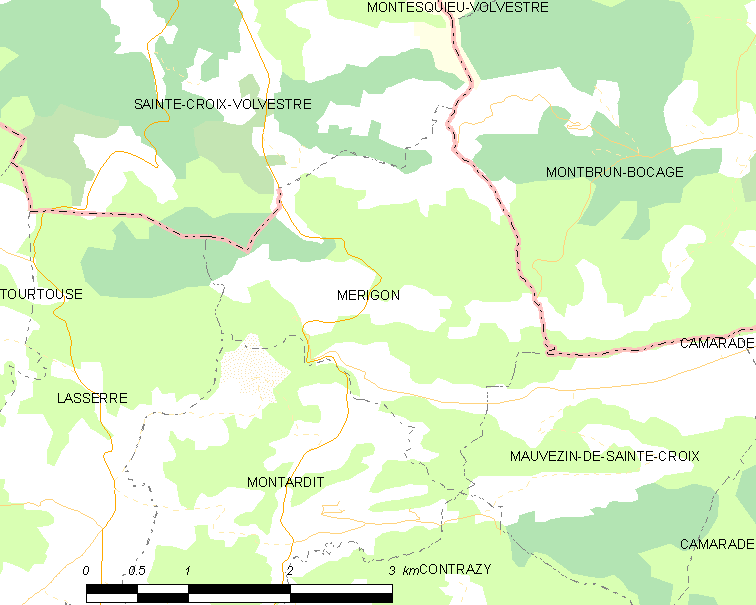
梅里贡的OSM定位图

梅里贡的时区为UTC+01:00、UTC+02:00（夏令时）。

## 行政
梅里贡的邮政编码为09230，INSEE市镇编码为09190。

## 政治
梅里贡所属的省级选区为库斯朗谷地县。

## 人口

1962-2008年间梅里贡人口变化图示

梅里贡于2022年1月1日时的人口数量为113人。